# Colobraro
Colobraro is een gemeente in de Italiaanse provincie Matera (regio Basilicata) en telt 1505 inwoners (31-12-2004). De oppervlakte bedraagt 65,9 km², de bevolkingsdichtheid is 24 inwoners per km².

## Demografie
Colobraro telt ongeveer 623 huishoudens. Het aantal inwoners daalde in de periode 1991-2001 met 12,6% volgens cijfers uit de tienjaarlijkse volkstellingen van ISTAT.
| Jaar | Inwoneraantal |
| ---- | ------------- |
| 1991 | 1756          |
| 2001 | 1535          |

## Geografie
De gemeente ligt op ongeveer 665 m boven zeeniveau.
Colobraro grenst aan de volgende gemeenten: Noepoli (PZ), Rotondella, Sant'Arcangelo (PZ), Senise (PZ), Tursi en Valsinni.

## Galerij

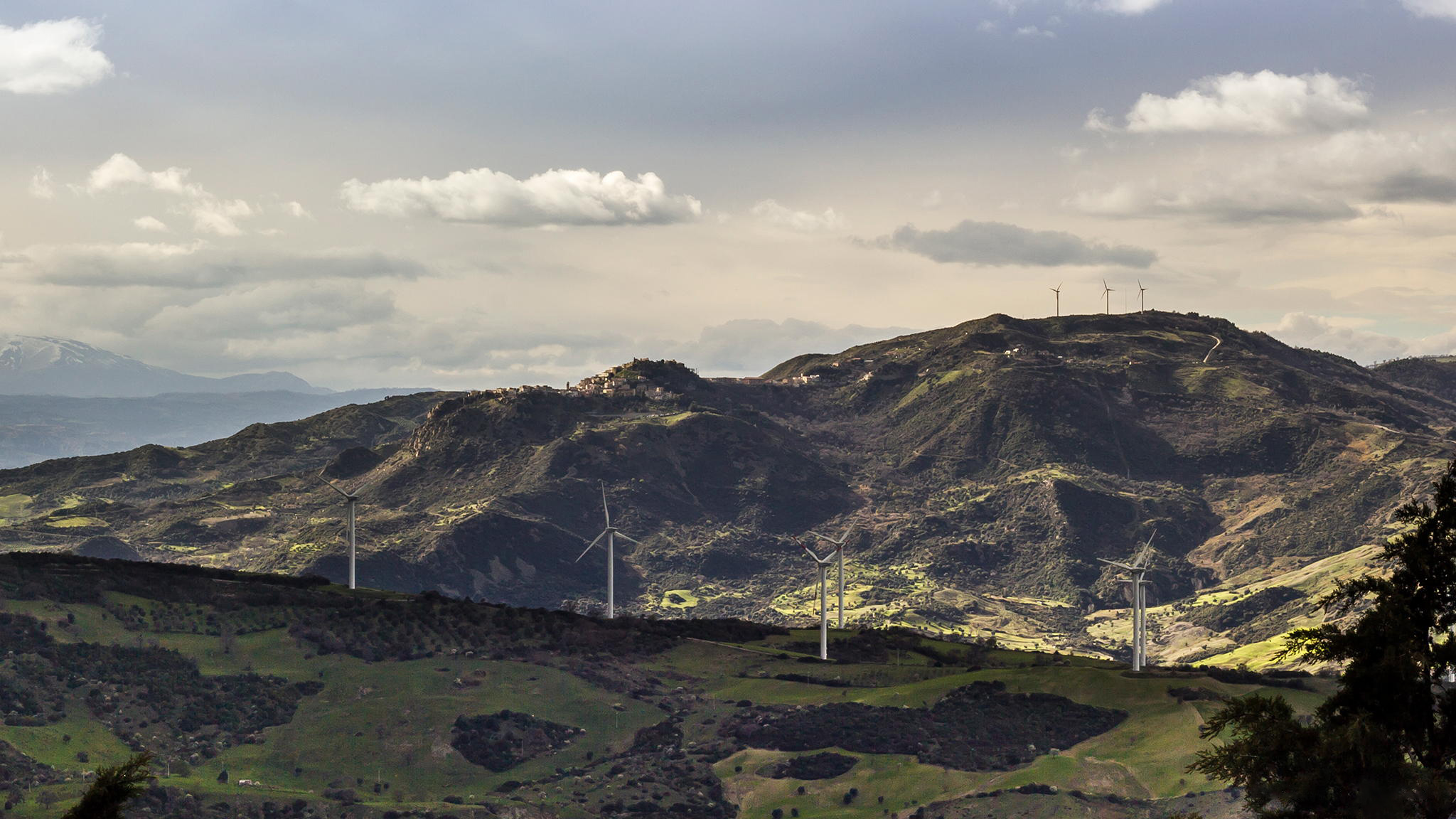
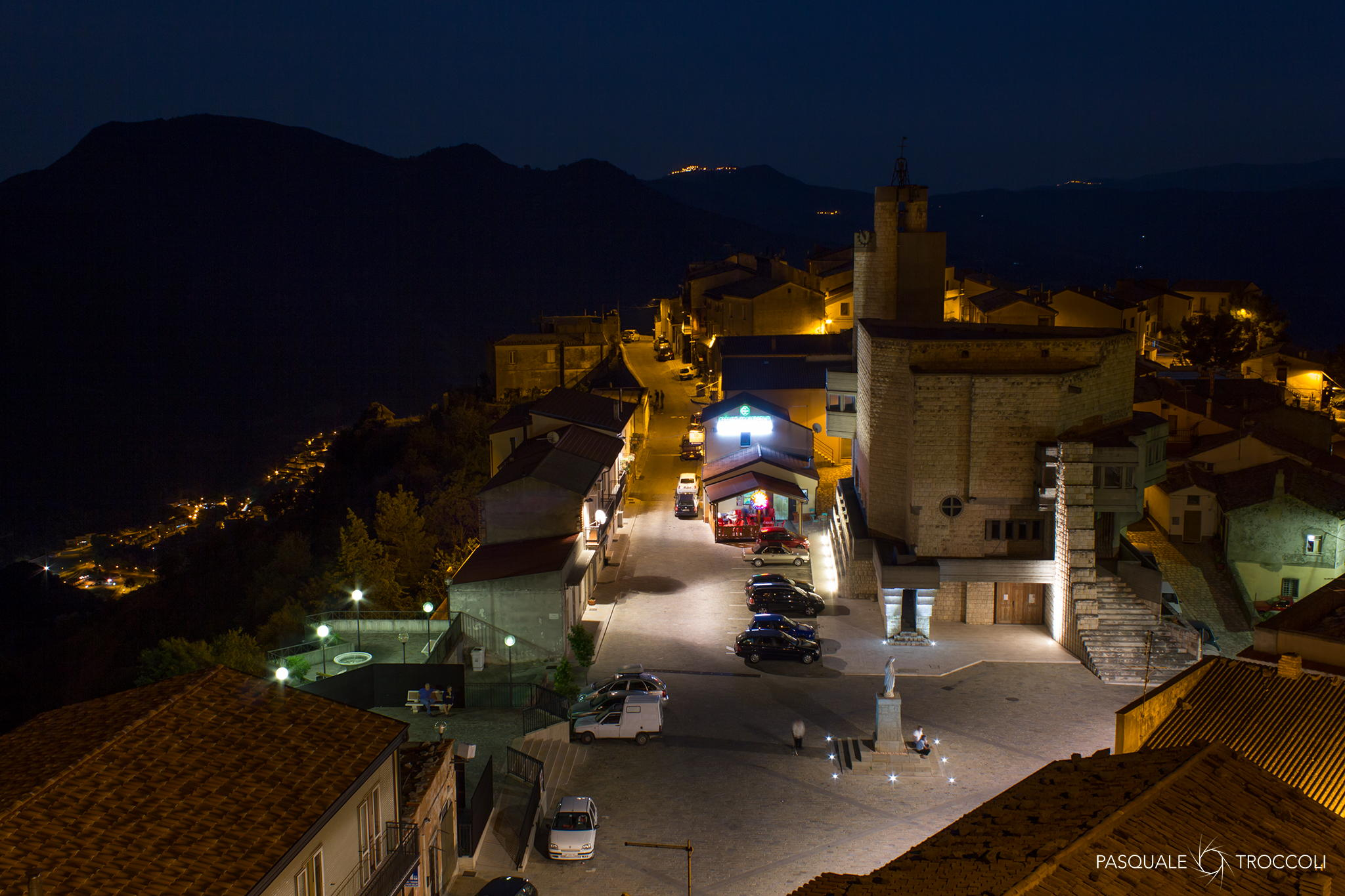
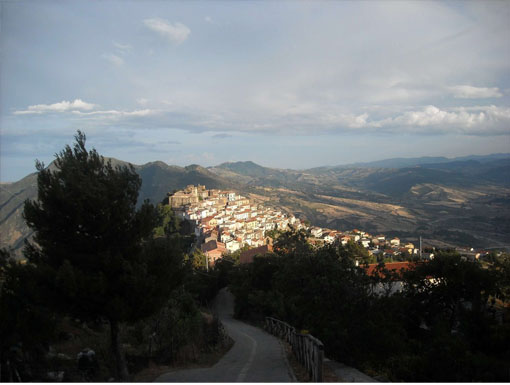

Accettura · Aliano · Bernalda · Calciano · Colobraro · Craco · Ferrandina · Garaguso · Gorgoglione · Grassano · Grottole · Irsina · Matera · Miglionico · Montalbano Jonico · Montescaglioso · Nova Siri · Oliveto Lucano · Pisticci · Policoro · Pomarico · Rotondella · Salandra · San Giorgio Lucano · San Mauro Forte · Scanzano Jonico · Cirigliano · Stigliano · Tricarico · Tursi · Valsinni
1. ↑  https://demo.istat.it/?l=it.